# Leandra collina
Leandra collina är en tvåhjärtbladig växtart som beskrevs av John Julius Wurdack. Leandra collina ingår i släktet Leandra och familjen Melastomataceae. Inga underarter finns listade i Catalogue of Life.